# Wapen van De Lier

Het wapen van De Lier (1965)

Het wapen van De Lier (1816-1965)

Het wapen van De Lier werd op 24 juli 1816 aan de Zuid-Hollandse gemeente De Lier bevestigd in gebruik. Op 26 maart 1965 is aan het wapen een kroon toegekend van drie bladeren en twee parels. In 2004 is de gemeente samen met 's-Gravenzande, Monster, Naaldwijk en Wateringen opgegaan in de gemeente Westland, waardoor het wapen niet langer officieel gebruikt wordt. In het wapen van Westland zijn geen delen van het wapen van De Lier overgenomen.

## Blazoenering
De blazoenering uit 1816 van het wapen van De Lier luidde als volgt:
Parti van keel en zilver.
(In gewoon Nederlands: Een verticaal gedeeld schild in de kleuren rood en zilver (of wit).)
Op 26 maart 1965 werd een nieuwe beschrijving gemaakt die luidde:
Gedeeld van keel en zilver. Het schild gedekt met een gouden kroon van 3 bladeren en 2 paarlen.
Het wapen is opnieuw beschreven en voorzien van een gravenkroon.

## Geschiedenis
Aanvankelijk gaf de burgemeester van De Lier aan dat er geen wapen bekend was, maar naspeuringen van mr. J. van der Lely van Oudewater uit Delft leverden bovenstaand wapen op. Er zijn bij de aanvraag geen stukken overgelegd waarop het wapen gebaseerd is, maar het is wel door de Hoge Raad van Adel (HRvA) geaccepteerd. De enige historische referentie is afkomstig uit een ordonnantie van schout en schepenen uit 1593, waarin een gedeeld rood en zilver wapen wordt beschreven.
Toen de gemeente in 1965 verzocht om een nieuw afschrift van het vergeelde wapendiploma, gaf de HRvA aan dat een kroon tot de mogelijkheden behoorde. De gemeente De Lier voerde toen reeds meer dan een halve eeuw een kroon op het wapen zonder dat deze was toegekend.